# خزيمة بن خزمة
خزيمة بن خزمة صحابي من بني غنم بن عوف من الخزرج، شهد مع النبي محمد غزوة أحد، وما بعدها من المشاهد.